# Glaucus atlanticus
Glaucus atlanticus (denumit și Dragonul albastru) este o specie de moluște gastropode din familia Glaucidae, genul Glaucus. Specia este înrudită cu Glaucus marginatus.

## Descriere
Este un animal planctonic și se hrănește cu organisme microscopice, precum protozoarele și algele.
Glaucus atlanticus s-a adaptat din punct de vedere fizic la nevoile sale. Una dintre aceste adaptări este prezența unui sac, situat în stomacul animalului, care se umple cu gaz și îl ajută să plutească. Acesta este unul dintre cele mai importante atribute ale sale, având în vedere că deriva printre valurile oceanului reprezintă singura sa formă de transport reală. Dragonul albastru se hrănește, de asemenea, și cu nematociste (celule urzicătoare) și chiar cu cele mai periculoase tipuri, fiind imun la veninul acestora. Mai mult decât atât, el folosește acest venin în propriul avantaj: îl colectează cu ajutorul unor terminații sau pene asemănătoare degetelor, denumite cerata și îl depozitează în saci specializați, denumiți cnidosaci. Acesta este motivul pentru care Glaucus atlanticus este un animal de temut, înțepătura lui putând fi mortală, în funcție de cantitatea de venin stocată în organism. Dragonul albastru are corpul prevăzut cu trei perechi de cerata, fiecare dintre ele având o funcție specifică: respirație, apărare și digestie. Atunci când mâncarea nu este suficientă, dragonii albaștri recurg la canibalism, hrănindu-se cu alți Galucus aflați în apropiere.
Una dintre caracteristicile sale distincte este felul în care plutește: cu susul în jos. Astfel: partea dorsală (spatele), de culoare gri-argintiu, joacă rolul de picior, iar abdomenul este aflat la vedere, fiind fie albastru, fie albastru cu alb. Nuanțele ambelor părți ale corpului său ajută animalul să se camufleze, făcându-l greu de reperat pentru prădătorii subacvatici sau aerieni. 
O altă caracteristică interesantă a dragonului albastru este aceea că animalul este hermafrodit. În realitate, cei mai multi melci de mare sunt hermafrodiți, permițând tuturor indivizilor să producă ouă, după împerechere. Glaucus atlanticus crește până la 40-50 mm și poate fi întâlnit în toată lumea, în zonele temperate și în apele tropicale. Ouăle sunt depuse pe obiecte, animale sau scheletele prăzii părinților, astfel încât ele sa rămână pe linia de plutire, până când puii își dezvoltă proprii saci cu aer. Atunci când sunt scoși din apa, dragonii albaștri tind să se rostogolească și să se transforme în mici mingi, deschizându-se și recăpătându-și forma inițială abia după ce sunt reintroduși în apă.